# Cheverny
Cheverny és un municipi francès, situat a la regió del Centre - Vall del Loira, al departament del Loir i Cher.
En aquesta localitat es troba el Castell de Cheverny, un dels castells del Loira famós per haver inspirat el Castell de Moulinsart de les aventures de Tintín.